# 全球地震响应快速评估系统

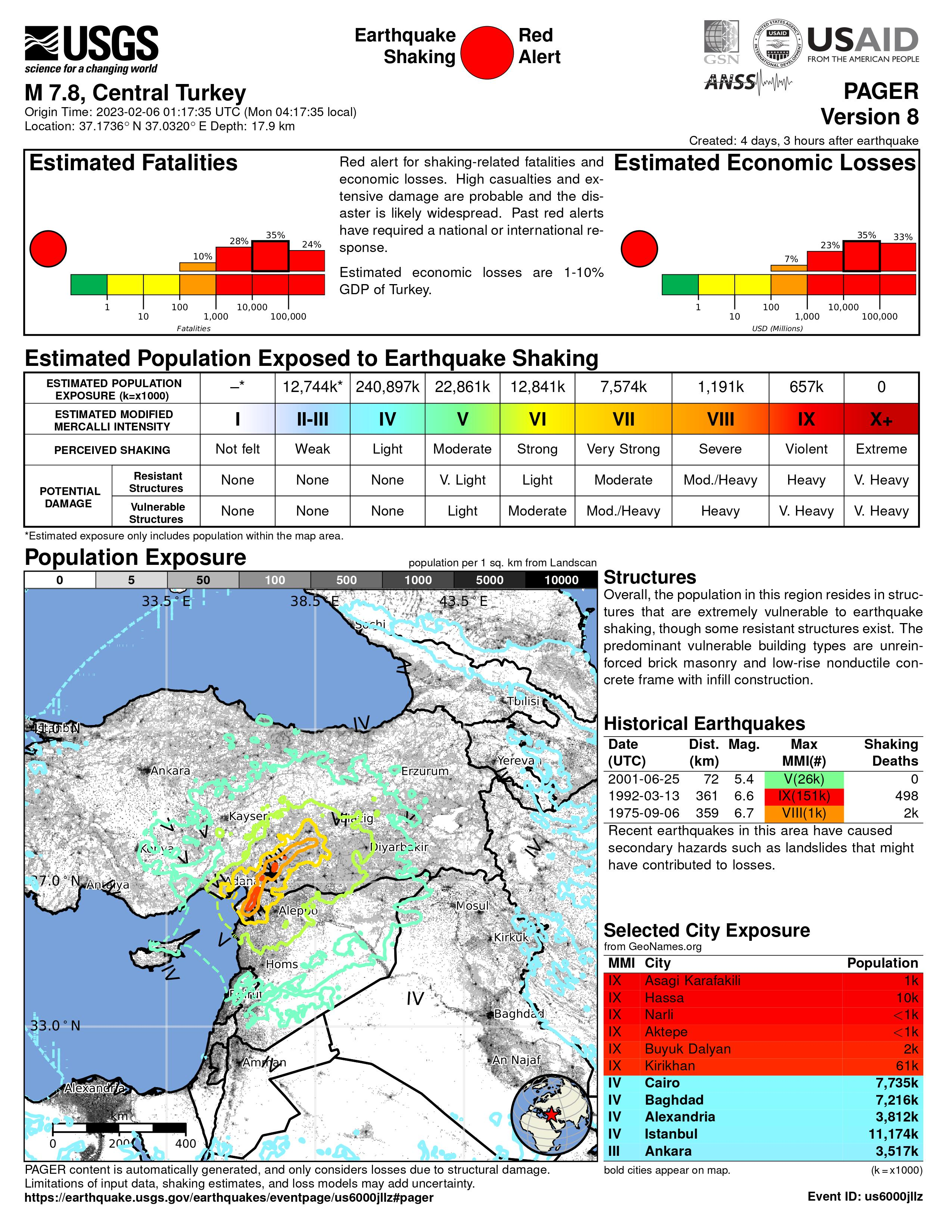
2023年土耳其-叙利亚地震的全球地震快速反应评估系统案例。

全球地震响应快速评估系统（英語：Prompt Assessment of Global Earthquakes for Response，PAGER）是一款地震监测系统。这款服务由美国地质调查局在科罗拉多州戈尔登运营。
它提供了全球每次大地震后的死亡人数与经济损失的预估，USGS地震学家David J. Wald领导了这款系统的开发。
PAGER系统的主要目的是向应急响应人员、政府和援助机构以及媒体通报灾难的潜在范围。地震警报（以前根据事件震级和位置或人口遭受震动的情况发送）是根据估计的死亡人数和经济损失范围生成的。PAGER使用两个新的互补地震影响表（EIS）。①估计灾害损失的价值；②估计死亡人数范围。人员死亡对应的黄色、橙色和红色警报级别的阈值分别为1、100和1000人。而灾害损失影响，黄色、橙色和红色阈值为100万、1亿和10亿美元。该警报确定建议的响应级别：不需要响应（绿色）、本地/区域（黄色）、国家（橙色）或国际（红色）。
PAGER现在是一个自动化系统，可以在任何MW 5.4地震发生后大约 20 分钟内生成有关全球重大地震影响的信息。PAGER 通过将暴露于估计震动强度水平的人口数据与基于世界每个国家或地区过去地震的经济和死亡损失模型相结合，快速评估地震影响。

## 额外链接
- PAGER – Prompt Assessment of Global Earthquakes for Response （页面存档备份，存于） – USGS
- PAGER—Rapid Assessment of an Earthquake’s Impact （页面存档备份，存于） – USGS